# Scranton, Kansas
Scranton là một thành phố thuộc quận Osage, tiểu bang Kansas, Hoa Kỳ. Năm 2010, dân số của xã này là 710 người.

## Dân số
Dân số các năm:
- Năm 2000: 724 người
- Năm 2010: 710 người